# Handlová
Handlová (Hongaars: Nyitrabánya, Duits: Krickerhau) is een Slowaakse gemeente in de regio Trenčín, en maakt deel uit van het district Prievidza. Handlová telt 18.018 inwoners.
Op 15 mei 2024 werd in Handlová een aanslag gepleegd op de Slowaakse premier Robert Fico.

## Zusterstad
- Zábřeh